# Alexis Beka Beka
Pour les articles homonymes, voir Beka.
Alexis Beka Beka, né le 29 mars 2001 à Paris en France, est un footballeur français qui joue au poste de milieu défensif à la RAAL La Louvière.

## Biographie

### Enfance
Alexis Beka Beka naît à Paris de parents d'origines congolaises. Alors qu'il a 4 ans, ses parents déménagent à Verson, c'est d'ailleurs dans cette ville qu'il signe sa première licence en 2007, à l'AS Verson. Régulièrement surclassé, il ne reste qu'un an dans le club, rejoignant très tôt l'académie du Stade Malherbe Caen, alors que sa famille habite désormais à Évreux,.

### Carrière en club

#### SM Caen
Beka Beka fait ses débuts avec le club normand le 20 décembre 2019, lors d'un match nul 0-0 contre le Clermont Foot en Ligue 2,. Il signe son premier contrat professionnel avec Caen en fin de saison, le 9 juin 2020,.
Lors de la saison suivante, malgré une blessure grave en début d'exercice et des suspensions pour accumulation de cartons jaunes, alors que son club est en difficulté sportivement, il va s'imposer comme un titulaire au sein du milieu caennais,,. Et si sa fin de saison est freinée par une infection de covid, dont il est affecté avec Johann Lepenant, il aide son club à se maintenir in extremis en Ligue 2.

#### Lokomotiv Moscou
Pisté notamment par l'OGC Nice et le Lokomotiv Moscou , il signe finalement pour cinq ans avec le club russe contre une indemnité de transfert estimée à 6 millions d'euros (plus bonus et pourcentage à la revente de 10 %), convaincu par le discours de Ralf Rangnick, ancien directeur sportif du RB Leipzig devenu directeur sportif du club moscovite.

#### OGC Nice
Le 1er août 2022, il s'engage avec l'OGC Nice. Le 25 août suivant, il marque son premier but avec Nice en prolongations des barrages de Ligue Europa Conference face au Maccabi Tel-Aviv et permet à son club de se qualifier pour la phase finale de la compétition.

##### Tentative de suicide
Un matin de septembre 2023, Beka Beka s'arrête sur le viaduc du Magnan de l'autoroute A8, et menace de se suicider en se jetant du pont. Après plusieurs heures assis sur le pont au bord du vide, il renonce à sauter en début d'après-midi et est pris en charge par les secours,.
En août 2024, lui et son club s'accordent sur une résiliation de contrat pour raisons personnelles. Après une année de pause, il décide de continuer sa carrière dans le football professionnel.

#### Retour au football
Toujours sans contrat, il s'entraîne depuis septembre 2024 avec l'équipe réserve du Stade Malherbe Caen, son club formateur. Il signe une Licence Amateure au club en février 2025 et dispute un premier match en National 3 avec cette même équipe réserve le 22 février.

### Carrière en sélection
Beka Beka est international français en équipes de jeunes, participant notamment aux qualifications à l'Euro des moins de 19 ans 2020, qui sera finalement annulé.
Le 2 juillet 2021, il est retenu dans la liste des vingt-un joueurs français sélectionnés par Sylvain Ripoll pour disputer les Jeux olympiques d'été de 2020 qui se déroulent à l'été 2021 au Japon. Il joue son premier match en équipe de France olympique le 16 juillet, remplaçant Lucas Tousart à la 69e minute d'un match amical contre la Corée du Sud : alors qu'ils sont menés 1-0 à son entrée, les Français remportent finalement la rencontre 2-1.

## Style de jeu
Formé au poste de défenseur, il évolue notamment au poste d'arrière droit en équipe de France, mais est aussi capable d'évoluer en défense centrale. Il est replacé au poste de milieu défensif par Pascal Dupraz lors de son essor professionnel à Caen,.
Il est décrit comme un joueur « puissant, [qui] va vite, [qui] a du volume et [qui] a une très bonne qualité de passe », des qualités qui lui permettent de s'affirmer au milieu du terrain comme joueur professionnel, particulièrement dans un poste de sentinelle, devant la défense,.

## Statistiques
| Saison                | Club                  | Championnat           | Championnat | Championnat | Championnat | Coupe(s) nationale(s) | Coupe(s) nationale(s) | Coupe(s) nationale(s) | Compétition(s) continentale(s) | Compétition(s) continentale(s) | Compétition(s) continentale(s) | Compétition(s) continentale(s) | Total | Total | Total |
| Saison                | Club                  | Division              | M.          | B.          | P.d.        | M.                    | B.                    | P.d.                  | Comp.                          | M.                             | B.                             | P.d.                           | M.    | B.    | P.d.  |
| 2019-2020             | SM Caen               | Ligue 2               | 5           | 0           | 0           | 1                     | 0                     | -                     | -                              | -                              | -                              | -                              | 6     | 0     | 0     |
| 2020-2021             | SM Caen               | Ligue 2               | 25          | 1           | 0           | 2                     | 0                     | -                     | -                              | -                              | -                              | -                              | 27    | 1     | 0     |
| Sous-total            | Sous-total            | Sous-total            | 30          | 1           | 0           | 3                     | 0                     | -                     | -                              | -                              | -                              | -                              | 33    | 1     | 0     |
| 2021-2022             | Lokomotiv Moscou      | Premier-Liga          | 19          | 0           | 4           | 1                     | 0                     | 0                     | C3                             | 6                              | 0                              | 0                              | 26    | 0     | 4     |
| 2022-2023             | Lokomotiv Moscou      | Premier-Liga          | 2           | 0           | 0           | -                     | -                     | -                     | -                              | -                              | -                              | -                              | 2     | 0     | 0     |
| Sous-total            | Sous-total            | Sous-total            | 21          | 0           | 4           | 1                     | 0                     | 0                     | -                              | 6                              | 0                              | 0                              | 28    | 0     | 4     |
| 2022-2023             | OGC Nice              | Ligue 1               | 14          | 0           | 0           | 1                     | 0                     | 0                     | C4                             | 7                              | 1                              | 0                              | 22    | 1     | 0     |
| Total sur la carrière | Total sur la carrière | Total sur la carrière | 65          | 1           | 4           | 5                     | 0                     | 0                     | -                              | 13                             | 1                              | 0                              | 83    | 2     | 4     |